# Liste der Bodendenkmale in Wunstorf
In der Liste der Bodendenkmale in Wunstorf sind die Bodendenkmale der niedersächsischen Gemeinde Wunstorf aufgeführt. Die Quelle ist der Denkmalatlas Niedersachsen. 

Wunstorf in der Region Hannover

Der Stand der Liste ist der 17. Januar 2025.

## Allgemein
In den Spalten finden sich folgende Informationen des Bodendenkmales:
| Lage         | geographische Koordinaten                                                           |
| Bezeichnung  | Bezeichnung lt. Denkmalatlas                                                        |
| Beschreibung | Beschreibung lt. Denkmalatlas                                                       |
| ID           | Objekt-ID                                                                           |
| Bild         | Bild, ggf. zusätzlich mit Link zu weiteren Fotos im Medienarchiv Wikimedia Commons. |

## Blumenau
| Lage                        | Bezeichnung           | Beschreibung                                                                  | ID       | Bild |
| --------------------------- | --------------------- | ----------------------------------------------------------------------------- | -------- | ---- |
| 52° 26′ 29″ N, 9° 26′ 58″ O | Blumenau 1, Grabhügel | Auf die natürliche Anhöhe Galgenberg aufgesetzt. Dm. ca. 15 m; H. ca. 1,60 m. | 28971555 |      |

## Steinhude
| Lage                        | Bezeichnung             | Beschreibung | ID       | Bild |
| --------------------------- | ----------------------- | --- | -------- | ---- |
| 52° 27′ 19″ N, 9° 20′ 52″ O | Steinhude 5, Kranenburg | Die Kranenburg wird 1320 in einem Vertrag zwischen Graf Adolf VII. von Schaumburg und Herzog Otto von Braunschweig-Lüneburg erwähnt, die im Rahmen ihres Krieges gegen das Bistum Minden festlegen, dass der Graf die Kranenburg zerstören solle. Weitere Erwähnungen der Burg in den Schriftquellen existieren nicht. | 40887173 |      |

## Wunstorf
| Lage                        | Bezeichnung                     | Beschreibung | ID       | Bild           |
| --------------------------- | ------------------------------- | --- | -------- | -------------- |
| 52° 24′ 34″ N, 9° 24′ 20″ O | Wunstorf 16, Düendorfer Schanze | 1895 waren hier noch 3 Erdwälle („Schanzen“) vorhanden. Zwischen dem Erdwall im Südosten und dem mittleren Erdwall führt die Straße Haste - Wunstorf hindurch. Schanze I hatte eine Länge von 22 m, Schanze II eine Länge von 65 m und Schanze III eine Länge von 37 m. Die Basisbreite der Wälle betrug 9 m, die obere Breite 2 m. Der Erhaltungszustand der Wälle war gut, nur die Schanze III zeigte bereits erhebliche Spuren von Angrabungen. - Teilstück ID: 38827629 | 28989312 | BW             |
| 52° 25′ 33″ N, 9° 24′ 50″ O | Wunstorf 35, Spreensburg        | Anfang des 19. Jh. war die Insellage der „Burg“ noch besser zu erkennen als im verschleiften Zustand heute. Der Durchmesser der Fläche betrug einst ca. 60 m. Doch sind bei der Begradigung der Aue in den 1960er Jahren die nördlichen Teile der „Burg“ verloren gegangen. Die Form der Flur „Spreensburg“ mit etwa einer Erstreckung 70 auf 160 m ließ vermuten, dass es sich hierbei um die Vorburg gehandelt haben könnte.                                              | 28976524 | Weitere Bilder |